# Fusiacris
Fusiacris is een geslacht van rechtvleugeligen uit de familie Pyrgomorphidae. De wetenschappelijke naam van dit geslacht is voor het eerst geldig gepubliceerd in 1955 door Willemse.

## Soorten
Het geslacht Fusiacris omvat de volgende soorten:
- Fusiacris spinata Willemse, 1955
- Fusiacris uniformis Willemse, 1955